# Полесское (Коростенский район)
Поле́сское (укр. Поліське) (до 1964 — Могильное) — село на Украине, находится в Коростенском районе Житомирской области. Расположено на реке Уж при впадении её приток Славута и Могилянка.
Код КОАТУУ — 1822384401. Население по переписи 2001 года составляет 884 человека. Почтовый индекс — 11555. Телефонный код — 4142. Занимает площадь 2,25 км².
В селе в 1957 году родился учёный Виктор Дмитриевич Сидоренко.

## Адрес местного совета
11555, Житомирская область, Коростенский р-н, с. Полесское, ул. Молодёжная, 7